# 服部川駅
服部川駅（はっとりがわえき）は、大阪府八尾市服部川七丁目にある、近畿日本鉄道（近鉄）信貴線の駅。駅番号はJ13。

## 歴史
- 1930年（昭和5年）12月15日：大阪電気軌道信貴線開通と同時に開業[1]。
- 1941年（昭和16年）3月15日：参宮急行電鉄との会社合併により、関西急行鉄道の駅となる[1]。
- 1944年（昭和19年）6月1日：会社合併により近畿日本鉄道の駅となる[1]。
- 2005年（平成17年）4月15日：ホーム改良工事が終了。供用開始。
- 2007年（平成19年）4月1日：PiTaPa使用開始[2]。

## 駅構造
単式1面1線のホームを持つ地平駅で、信貴山口行きと河内山本行きが同じホームに発着する。駅舎（改札口）はホームの信貴山口寄りにある。トイレは改札内にあり、汲取式。付近は40‰の急勾配区間であるが、ホーム部分は10‰に勾配が抑えられている。
近鉄八尾駅管理の有人駅で、PiTaPa・ICOCA対応の自動改札機および自動精算機（回数券カードおよびICカードのチャージに対応）が設置されている。

## 利用状況
2024年11月12日における1日乗降人員は1,596人である。
近年における1日乗降人員の推移は下表の通り。
| 年度               | 特定日利用状況 | 特定日利用状況 | 特定日利用状況 | 特定日利用状況 | 1日平均 乗車人員 | 出典        | 出典          | 出典          |
| 年度               | 調査日         | 乗車人員       | 降車人員       | 乗降人員       | 1日平均 乗車人員 | 近鉄        | 大阪府        | 八尾市        |
| ------------------ | -------------- | -------------- | -------------- | -------------- | ---------------- | ----------- | ------------- | ------------- |
| 1990年（平成02年） | 11月06日       | 2,745          | 2,632          |                |                  |             | [ 大阪府 1 ]  |               |
| 1991年（平成03年） | -              | -              | -              | -              |                  |             | [ 大阪府 2 ]  |               |
| 1992年（平成04年） | 11月10日       | 2,416          | 2,264          |                |                  |             | [ 大阪府 3 ]  |               |
| 1993年（平成05年） | -              | -              | -              | -              |                  |             | [ 大阪府 4 ]  |               |
| 1994年（平成06年） | -              | -              | -              | -              |                  |             | [ 大阪府 5 ]  |               |
| 1995年（平成07年） | 12月05日       | 2,121          | 1,967          |                |                  |             | [ 大阪府 6 ]  |               |
| 1996年（平成08年） | -              | -              | -              | -              |                  |             | [ 大阪府 7 ]  |               |
| 1997年（平成09年） | -              | -              | -              | -              |                  |             | [ 大阪府 8 ]  |               |
| 1998年（平成10年） | 11月10日       | 1,787          | 1,701          |                |                  |             | [ 大阪府 9 ]  |               |
| 1999年（平成11年） | -              | -              | -              | -              |                  |             | [ 大阪府 10 ] |               |
| 2000年（平成12年） | 11月07日       | 1,666          | 1,768          | 3,434          |                  | [ 近鉄 1 ]  | [ 大阪府 11 ] |               |
| 2001年（平成13年） | -              | -              | -              | -              |                  |             | [ 大阪府 12 ] |               |
| 2002年（平成14年） | -              | -              | -              | -              |                  |             | [ 大阪府 13 ] |               |
| 2003年（平成15年） | 11月11日       | 1,481          | 1,470          | 2,951          |                  | [ 近鉄 2 ]  | [ 大阪府 14 ] |               |
| 2004年（平成16年） | -              | -              | -              | -              |                  |             | [ 大阪府 15 ] |               |
| 2005年（平成17年） | 11月08日       | 1,357          | 1,329          | 2,686          |                  | [ 近鉄 3 ]  | [ 大阪府 16 ] |               |
| 2006年（平成18年） | -              | -              | -              | -              |                  |             | [ 大阪府 17 ] |               |
| 2007年（平成19年） | -              | -              | -              | -              | 1,488            |             | [ 大阪府 18 ] | [ 八尾市 1 ]  |
| 2008年（平成20年） | 11月18日       | 1,254          | 1,204          | 2,458          | 1,383            | [ 近鉄 4 ]  | [ 大阪府 19 ] | [ 八尾市 2 ]  |
| 2009年（平成21年） | -              | -              | -              | -              | 1,302            |             | [ 大阪府 20 ] | [ 八尾市 3 ]  |
| 2010年（平成22年） | 11月09日       | 1,140          | 1,083          | 2,223          | 1,257            | [ 近鉄 5 ]  | [ 大阪府 21 ] | [ 八尾市 4 ]  |
| 2011年（平成23年） | -              | -              | -              | -              | 1,249            |             | [ 大阪府 22 ] | [ 八尾市 5 ]  |
| 2012年（平成24年） | 11月13日       | 1,157          | 1,068          | 2,225          | 1,252            | [ 近鉄 6 ]  | [ 大阪府 23 ] | [ 八尾市 6 ]  |
| 2013年（平成25年） | -              | -              | -              | -              | 1,274            |             | [ 大阪府 24 ] | [ 八尾市 7 ]  |
| 2014年（平成26年） | -              | -              | -              | -              | 1,231            |             | [ 大阪府 25 ] | [ 八尾市 8 ]  |
| 2015年（平成27年） | 11月10日       | 1,111          | 1,163          | 2,274          | 1,190            | [ 近鉄 7 ]  | [ 大阪府 26 ] | [ 八尾市 9 ]  |
| 2016年（平成28年） | -              | -              | -              | -              | 1,171            |             | [ 大阪府 27 ] | [ 八尾市 10 ] |
| 2017年（平成29年） | -              | -              | -              | -              | 1,149            |             | [ 大阪府 28 ] | [ 八尾市 11 ] |
| 2018年（平成30年） | 11月13日       | 1,043          | 1,000          | 2,043          | 1,126            | [ 近鉄 8 ]  | [ 大阪府 29 ] | [ 八尾市 12 ] |
| 2019年（令和元年） | -              | -              | -              | -              | 1,084            |             | [ 大阪府 30 ] | [ 八尾市 13 ] |
| 2020年（令和02年） | -              | -              | -              | -              | 849              |             | [ 大阪府 31 ] | [ 八尾市 14 ] |
| 2021年（令和03年） | 11月09日       | 838            | 760            | 1,598          | 871              | [ 近鉄 9 ]  | [ 大阪府 32 ] | [ 八尾市 15 ] |
| 2022年（令和04年） | 11月08日       | 825            | 788            | 1,613          | 900              | [ 近鉄 10 ] | [ 大阪府 33 ] | [ 八尾市 16 ] |
| 2023年（令和05年） | 11月07日       | 803            | 769            | 1,572          |                  | [ 近鉄 11 ] | [ 大阪府 34 ] |               |
| 2024年（令和06年） | 11月12日       |                |                | 1,596          |                  | [ 近鉄 12 ] |               |               |

## 駅周辺
駅周辺は閑静な住宅街となっている。造園業・植木業者の数が多い。
- 八尾市立高安小学校・八尾市立高安中学校（施設一体型小・中学校）

## 隣の駅
近畿日本鉄道
J 信貴線
河内山本駅 (J12) - 服部川駅 (J13) - 信貴山口駅 (J14)

### 記事本文

### 利用状況
1. ↑  駅別一日乗降人員 生駒線 田原本線 信貴線 けいはんな線 - 近畿日本鉄道
2. ↑  大阪府統計年鑑 - 大阪府
3. ↑  八尾市統計書 - 八尾市

#### 近畿日本鉄道
1. ↑  駅別乗降人員 生駒線 田原本線 信貴線 東大阪線 - 近畿日本鉄道（ウェイバックマシン）
2. ↑  駅別乗降人員 生駒線 田原本線 信貴線 東大阪線 - 近畿日本鉄道（ウェイバックマシン）
3. ↑  駅別乗降人員 生駒線 田原本線 信貴線 けいはんな線 - 近畿日本鉄道（ウェイバックマシン）
4. ↑  駅別乗降人員 生駒線 田原本線 信貴線 けいはんな線 - 近畿日本鉄道（ウェイバックマシン）
5. ↑  駅別乗降人員 生駒線 田原本線 信貴線 けいはんな線 - 近畿日本鉄道（ウェイバックマシン）
6. ↑  駅別乗降人員 生駒線 田原本線 信貴線 けいはんな線 - 近畿日本鉄道（ウェイバックマシン）
7. ↑  駅別乗降人員 生駒線 田原本線 信貴線 けいはんな線 - 近畿日本鉄道（ウェイバックマシン）
8. ↑  駅別乗降人員 生駒線 田原本線 信貴線 けいはんな線 - 近畿日本鉄道（ウェイバックマシン）
9. ↑  近鉄線駅別乗降人員データ【調査日：令和3年11月9日(火)】 (PDF)  - 近畿日本鉄道
10. ↑  近鉄線駅別乗降人員データ【調査日：令和4年11月8日(火)】 (PDF)  - 近畿日本鉄道
11. ↑  近鉄線駅別乗降人員データ【調査日：令和5年11月7日(火)】 (PDF)  - 近畿日本鉄道
12. ↑  近鉄線駅別乗降人員データ【調査日：令和6年11月12日(火)】 (PDF)  - 近畿日本鉄道

#### 大阪府統計年鑑
1. ↑  大阪府統計年鑑（平成3年） (PDF)
2. ↑  大阪府統計年鑑（平成4年） (PDF)
3. ↑  大阪府統計年鑑（平成5年） (PDF)
4. ↑  大阪府統計年鑑（平成6年） (PDF)
5. ↑  大阪府統計年鑑（平成7年） (PDF)
6. ↑  大阪府統計年鑑（平成8年） (PDF)
7. ↑  大阪府統計年鑑（平成9年） (PDF)
8. ↑  大阪府統計年鑑（平成10年） (PDF)
9. ↑  大阪府統計年鑑（平成11年） (PDF)
10. ↑  大阪府統計年鑑（平成12年） (PDF)
11. ↑  大阪府統計年鑑（平成13年） (PDF)
12. ↑  大阪府統計年鑑（平成14年） (PDF)
13. ↑  大阪府統計年鑑（平成15年） (PDF)
14. ↑  大阪府統計年鑑（平成16年） (PDF)
15. ↑  大阪府統計年鑑（平成17年） (PDF)
16. ↑  大阪府統計年鑑（平成18年） (PDF)
17. ↑  大阪府統計年鑑（平成19年） (PDF)
18. ↑  大阪府統計年鑑（平成20年） (PDF)
19. ↑  大阪府統計年鑑（平成21年） (PDF)
20. ↑  大阪府統計年鑑（平成22年） (PDF)
21. ↑  大阪府統計年鑑（平成23年） (PDF)
22. ↑  大阪府統計年鑑（平成24年） (PDF)
23. ↑  大阪府統計年鑑（平成25年） (PDF)
24. ↑  大阪府統計年鑑（平成26年） (PDF)
25. ↑  大阪府統計年鑑（平成27年） (PDF)
26. ↑  大阪府統計年鑑（平成28年） (PDF)
27. ↑  大阪府統計年鑑（平成29年） (PDF)
28. ↑  大阪府統計年鑑（平成30年） (PDF)
29. ↑  大阪府統計年鑑（令和元年） (PDF)
30. ↑  大阪府統計年鑑（令和2年） (PDF)
31. ↑  大阪府統計年鑑（令和3年） (PDF)
32. ↑  大阪府統計年鑑（令和4年） (PDF)
33. ↑  大阪府統計年鑑（令和5年） (PDF)
34. ↑  大阪府統計年鑑（令和6年） (PDF)

#### 八尾市統計書
1. ↑  八尾市統計書　2009年版 - 八尾市
2. ↑  八尾市統計書　2010年版 - 八尾市
3. ↑  八尾市の概要　2011 - 八尾市
4. ↑  八尾市統計書　2012年版 - 八尾市
5. ↑  八尾市統計書　2013年版 - 八尾市
6. ↑  八尾市統計書　2014年版 - 八尾市
7. ↑  八尾市統計書　2015年版 - 八尾市
8. ↑  八尾市統計書　2016年版 - 八尾市
9. ↑  八尾市統計書　2017年版 - 八尾市
10. ↑  八尾市統計書　2018年版 - 八尾市
11. ↑  八尾市統計書　2019年版（平成30年度統計） - 八尾市
12. ↑  八尾市統計書　2020年版（令和元年度統計） - 八尾市
13. ↑  八尾市統計書　2021年版（令和2年度統計） - 八尾市
14. ↑  八尾市統計書　2022年版（令和3年度統計） - 八尾市
15. ↑  八尾市統計書　2023年版（令和4年度統計） - 八尾市
16. ↑  八尾市統計書　2024年版（令和5年度統計） - 八尾市